# چاه تکیو
چاه تکیو یک منطقهٔ مسکونی در ایران است که در استان کرمان واقع شده‌است. چاه تکیو ۴۰ نفر جمعیت دارد.